# 2004 год в литературе

## Премии

### Международные
- Дублинская литературная премия — Тахар Бенжеллун, книга «Слепящее отсутствие света» (фр. Cette aveuglante absence de lumière).
- Нейштадтская литературная премия — Адам Загаевский[1].
- Нобелевская премия по литературе — Эльфрида Елинек, «За музыкальные переливы голосов и отголосков в романах и пьесах, которые с экстраординарным лингвистическим усердием раскрывают абсурдность социальных клише и их порабощающей силы»[2].
- Премия Агаты — Жаклин Уинсприар, роман «Birds of a Feather».
- Премия Франца Кафки — Эльфрида Елинек.
- Премия мира немецких книготорговцев — Петер Эстерхази.
- АБС-премия:
  - номинация «Художественная проза» — Дмитрий Быков, роман «Орфография»;
  - номинация «Критика и публицистика» — Кир Булычёв, «Падчерица эпохи» (цикл очерков) (посмертно).
- Премия Хьюго за лучший роман — Лоис МакМастер Буджолд, роман «Паладин душ» (англ. Paladin of Souls)[3].
- Премия «Хьюго» за лучшую повесть — Вернор Виндж, «Куки-монстр» (англ. The Cookie Monster)[3].
- Премия «Хьюго» за лучший рассказ — Нил Гейман, «Этюд в изумрудных тонах» (англ. A Study in Emerald)[3].
- Премия «Хьюго» за лучшую короткую повесть — Майкл Суэнвик, «Хронолегион» (англ. Legions in Time)[3].

### Великобритания
- Букеровская премия — Алан Холлингхёрст, «Линия красоты» (англ. The Line of Beauty)[4].
- Женская премия за художественную литературу — Андреа Леви, «Маленький остров» (англ. Small Island)[5].
- Премия Сомерсета Моэма:

1. Роберт Макфарлейн, «Mountains of the Mind»;
2. Шарлотта Мендельсон, «Дочери Иерусалима» (англ. Daughters of Jerusalem);
3. Марк Блейни, «Два вида тишины» (англ. Two Kinds of Silence).

### Австрия
- Австрийская государственная премия по европейской литературе — Джулиан Барнс.
- Премия Фельдкирха:
  - Эльсбет Мааг;
  - Кнут Шафлингер;
  - Лиза Майер;
  - Гертруда Пибер-Прем;
  - Сабина Эшгфеллер;
  - Удо Кавассер и Вальтер Пухер.
- Премия Эриха Фрида — Бригитта Олешински.

### Германия
- Премия Георга Бюхнера — Вильгельм Генацино.
- Премия Гёте — не вручалась.
- Бременская литературная премия —  Луц Зайлер, «Сорок километров ночью» (нем. Vierzig Kilometer Nacht).

### Израиль
- Премия Израиля — Общее и ивритское литературоведение — Менахем Бринкер, Дов Ной.
- Литературная премия имени Бялика — Давид Гроссман, Хая Шенхав, Эфраим Сидон.

### Испания
- Премия Сервантеса — Рафаэль Санчес Ферлосио.
- Премия принцессы Астурийской — Клаудио Магрис[6].

### Италия
- Премия Гринцане Кавур:
  - международная премия — Марио Варгас Льоса;
  - номинация «произведение молодого автора» — Сайед Кашуа.

### Норвегия
- Премия Ибсена — Пер Скрейнер, «Den brysomme mannen».
- Премия Браги:
  - номинация «Беллетристика» —  Ханне Эрставик, «Пасторша» (норв. Presten);
  - номинация «Детская литература» —  Харальд Росенлёв Эег, «Yatzy».

### Россия
- Независимая литературная премия «Дебют»:
  - номинация «Крупная проза» — Александр Грищенко за повесть «Вспять»;
  - номинация «Малая проза» — Олег Зоберн за подборку рассказов;
  - номинация «Поэзия» — Анна Логвинова за цикл стихотворений «За пазухой советского пальто»;
  - номинация «Драматургия» — Злата Демина за пьесу «Бог любит»;
  - номинация «Литературная критика и эссеистика» — Юлия Идлис за подборку рецензий и эссе.
- Русский Букер — Василий Аксёнов, роман «Вольтерьянцы и вольтерьянки».
- Премия Андрея Белого:
  - номинация «Поэзия» — Елизавета Мнацаканова;
  - номинация «Проза» — Сергей Спирихин;
  - номинация «Гуманитарные исследования» — Михаил Ямпольский;
  - номинация «За заслуги перед литературой» — Виктор Соснора.
- Национальный бестселлер —  Виктор Пелевин, «ДПП (NN)».
- Премия Александра Солженицына:

1. кинорежиссёр Владимир Бортко, «за вдохновенное кинопрочтение романа Достоевского „Идиот“, вызвавшее народный отклик и воссоединившее современного читателя с русской классической литературой в её нравственном служении»;
2. актёр Евгений Миронов, «за проникновенное воплощение образа князя Мышкина на экране, дающее новый импульс постижению христианских ценностей русской литературной классики»[7].

- Премия Ивана Петровича Белкина — Владислав Оторошенко, «Дело об инженерском городе»[8].
- Премия имени П. П. Бажова:

1. Сергей Беляков — за цикл литературно-поэтических работ;
2. Алексей Иванов — за краеведческую работу «Вниз по реке Теснин»;
3. Валерий Исхаков — за роман «Жизнь ни о чём»;
4. Николай Мережников — за две подборки стихов в журнале «Урал»;
5. Арсен Титов — за рассказы «Кавказские новеллы».

- Литературная премия «Чаша круговая» — Ювеналий Глушков[9].
- Всероссийская премия имени Самуила Маршака:
  - номинация «Проза» —  Александр Житинский;
  - номинация «Поэзия» — Сергей Махотин[10].

### США
- Всемирная премия фэнтези за лучший роман — Джо Уолтон, «Зубы и когти» (англ. Tooth and Claw).
- Всемирная премия фэнтези за лучшую повесть — Грир Гилман, «A Crowd of Bone».
- Всемирная премия фэнтези за лучший рассказ — Брюс Холланд Роджерс, «Дон Исидро».
- Премия Эдгара Аллана По:
  - за «лучший роман» — Иэн Рэнкин, «Заживо погребённые» (англ. Resurrection Men)[11];
  - за «лучший первый роман американского писателя» — Ребекка Павел, «Смерть националиста» (англ. Death of a Nationalist)[12].
- Пулитцеровская премия за художественную книгу — Эдвард Пол Джонс, «Известный мир» (англ. The Known World)[13].
- Пулитцеровская премия за лучшую драму —  Дуг Райт, «Я – моя собственная жена» (англ. I Am My Own Wife)[14].
- Пулитцеровская премия за поэзию — Франц Райт, «Прогулка к винограднику Марты» (англ. Walking to Martha's Vineyard)[15].

### Франция
- Гонкуровская премия — Лоран Годе, «Солнце Скорта» (фр. Le Soleil des Scorta)[16].
- Премия Фемина — Жан-Поль Дюбуа, «Французская жизнь» (фр. Une vie française);
  - премия «зарубежному автору» — Хьюго Хэмилтон, «Пестрый народ»;
  - номинация »за эссе» — Роже Кемпф, «Нескромность братьев Гонкуров» (фр. L’Indiscrétion des frères Goncourt).
- Премия Ренодо — Ирина Немировская, «Французская сюита» (фр. Suite Française).
- Премия Медичи:
  - номинация «за роман» —  Мари Нимье, «Королева безмолвия» (фр. La Reine du silence);
  - номинация «за лучшее зарубежное произведение» — Аарон Аппельфельд, «История жизни» (фр. Histoire d’une vie);
  - номинация «за эссеистику» — Диан де Маржери, «Аврора и Жорж» (фр. Aurore et George).

### Швеция
- Премия памяти Астрид Линдгрен — Лижия Божунга[17].
- Литературная премия Шведской академии — Гудбергург Бергссон[англ.][18].

### Япония
- Литературная премия имени Номы — Такаси Цудзии — «Портрет отца» (父の肖像).
- Премия имени Рюноскэ Акутагавы:
  - 2004а: Норио Мобу — «Основы ухода за больными» (介護入門);
  - 2004б: Кадзусигэ Абэ — «Торжественное завершение» (グランド・フィナーレ).
- Премия имени Дзюна Таками — Тэцуо Накагами.
- Литературная премия имени Сэя Ито:
  - номинация «проза»: Кадзусигэ Абэ, «Сенсимилья» (シンセミア);
  - номинация «критика»: Минато Кавамура, «Гора Фудараку» (補陀落).

## Книги
- «Вольная Пустошь» — Пол Стюарт, седьмая книга серии «Воздушные пираты» (англ. The Edge Chronicles).
- «Джонатан Стрендж и мистер Норрелл» (англ. Jonathan Strange & Mr Norrell) — книга Сюзанны Кларк.
- «История о старике Кулебякине, плаксивой кобыле Миле и жеребёнке Равкине» — сказка Людмилы Улицкой.
- «История про кота Игнасия, трубочиста Федю и одинокую Мышь» — сказка Людмилы Улицкой.

### Романы
- «Eastern Standard Tribe» — роман Кори Доктороу.
- «Волшебное пламя королевы Лоаны» (итал. La misteriosa fiamma della regina Loana) — пятый роман итальянского писателя Умберто Эко.
- «Вольтерьянцы и вольтерьянки» — роман Василия Аксёнова.
- «Воющие псы одиночества» — роман Александры Марининой.
- «Девушка с татуировкой дракона» (швед. Män som hatar kvinnor) — первый роман трилогии «Миллениум» шведского писателя Стига Ларссона.
- «Кафедра странников» — роман Вадима Панова, девятый в цикле «Тайный Город».
- «Линия красоты» (англ. The Line of Beauty) — роман Алана Холлингхёрста.
- «Людское клеймо» (англ. The Human Stain) — роман Филипа Рота.
- «Металлический шторм» (тур. Metal Fırtına) — роман Оркуна Учара и Бурака Турна.
- «Милый ангел» — роман Колин Маккалоу.
- «Министерство скорби» (хорв. Ministarstvo boli) — роман хорватской писательницы Дубравки Угрешич.
- «Мрачный вторник» — роман Гарта Никса.
- «Нормальных семей не бывает» (англ. All Families Are Psychotic) — роман Дугласа Коупленда.
- «Он поёт танго» (исп. El cantor de tango) — роман аргентинского писателя Томаса Элоя Мартинеса.
- «Священная книга оборотня» — роман Виктора Пелевина.
- «Синдикат» — роман-комикс Дины Рубиной.
- «Соавторы» — роман Александры Марининой.
- «Тень Инквизитора» — роман Вадима Панова, восьмой в цикле «Тайный Город».
- «Тёмная Башня VI: Песнь Сюзанны» (англ. The Dark Tower VI: Song of Susannah) — роман Стивена Кинга.
- «Тёмная Башня VII: Тёмная Башня» (англ. The Dark Tower VII: The Dark Tower) — роман Стивена Кинга.
- «Только голуби летают бесплатно» — роман Юлии Латыниной.
- «Коты в мешках» (пол. Kocie worki) — роман Иоанны Хмелевской.

### Повести
- «Чёрный и зелёный» — повесть Дмитрия Данилова.

### Малая проза
- «Наш китайский бизнес» — сборник рассказов Дины Рубиной.
- «Правила крови» — сборник рассказов Вадима Панова.

### Поэзия
- «Возвратитесь в цветы!» — сборник стихов Андрея Вознесенского.

## Умерли
- 29 января — Дженет Фрейм, новозеландская писательница.
- 16 апреля — Питер Устинов, британский актёр театра и кино, режиссёр, драматург, продюсер, кавалер Ордена Британской империи.
- 26 апреля — Хьюберт Селби, американский писатель.
- 24 сентября — Франсуаза Саган, французская писательница
- 26 сентября – Оуян Шань, китайской писатель и поэт.
- 9 октября — Жак Деррида, французский философ и теоретик литературы, основатель деконструктивизма (родился в 1930).
- 20 октября — Энтони Хект, американский поэт (родился в 1923).
- 24 ноября — Артур Хейли, канадский прозаик британского происхождения, создавший ряд бестселлеров в жанре производственного романа.
- 28 декабря — Сьюзен Зонтаг, американская писательница, литературный, художественный, театральный и кинокритик.